# Dat veniam corvis, vexat censura columbas
La locuzione latina Dat veniam corvis, vexat censura columbas, tradotta letteralmente, significa la censura [la critica] risparmia i corvi, e tormenta le colombe (Giovenale, Satire, lI, 63).
Con questa sentenza l'autore vuole descrivere le situazioni, diffuse allora come oggi, in cui si vedono puniti (o perseguitati) gli innocenti mentre restano impuniti i malvagi.